# Chondrostoma oxyrhynchum
A Chondrostoma oxyrhynchum a sugarasúszójú halak (Actinopterygii) osztályának pontyalakúak (Cypriniformes) rendjébe, ezen belül a pontyfélék (Cyprinidae) családjába tartozó faj.

## Előfordulása
A Chondrostoma oxyrhynchum a Kaszpi-tenger nyugati felének folyóiban él. Például: Kuma, Terek, Szulak, Rubas-chai.

## Megjelenése
A hal testhossza 15-20 centiméter, legfeljebb 46 centiméter. 56-73 darab közepes nagyságú pikkelye van az oldalvonala mentén.

## Életmódja
Rajban élő halfaj, amely talaj közelében, a hordalékos mederben tartózkodik. A fiatal példányok apró fenéklakókkal, míg az idősebbek szinte kizárólag növényekkel táplálkoznak.

## Szaporodása
A nőstény a folyómeder kavicsai közé rakja le a ragadós ikráit. Az ikrákat nem egy helyre, hanem több különböző folyószakaszra rakja le.